# 動乱時代

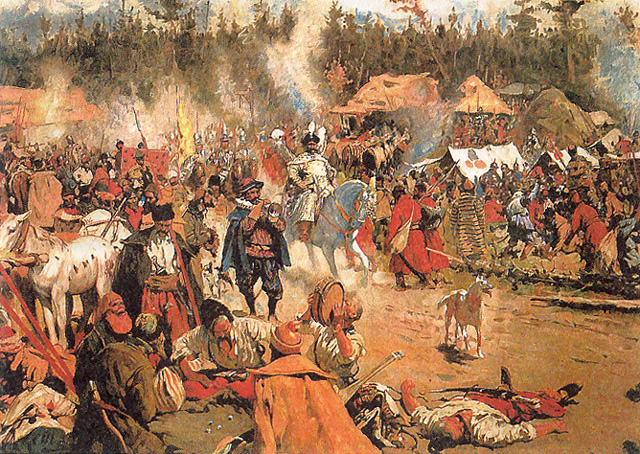
セルゲイ・イワノフ作『動乱時代』（19世紀末）

動乱時代（どうらんじだい、ロシア語: Смутное время, Smutnoye vremya）、大動乱（だいどうらん）またはスムータ（ロシア語: Сму́та, Smuta）は、ロシアの歴史で、1598年のリューリク朝フョードル1世の死去から1613年のロマノフ朝創設までの時代を指す。
1601年から1603年にかけて、ロシアは、当時の人口の3分の1に相当する200万人が死ぬというロシア大飢饉に見舞われた。また、1610年から1613年にかけてはツァーリ不在の空位時期に陥った。さらに1605年から1618年にかけてのロシア・ポーランド戦争で、ロシアはポーランド・リトアニア共和国に占領され、民衆の蜂起が起こり、皇位簒奪者、皇位僭称者が次々現れた。

## 背景と大飢饉

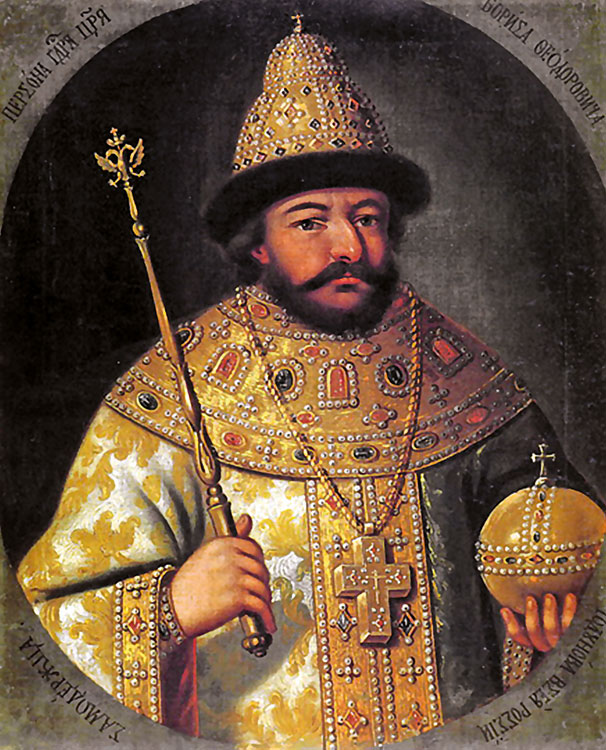
ボリス・ゴドゥノフ

1598年、フョードル1世が没してリューリク朝が断絶したため、後継者問題が発生した。このとき、フョードルの義兄にして側近であり、既に精神を病んでいたフョードルに代わり摂政として統治にあたっていたタタール系の「大貴族」ボリス・ゴドゥノフが、当時の身分制議会であるゼムスキー・ソボル（全国会議）によって後継者に選ばれた。リューリク朝の血をひかないゴドゥノフの短い在位期間（1598年 - 1605年）には、病弱なフョードルの治世よりも、さらに統治が困難に陥った。
この頃、南米のワイナプチナ火山が大噴火し、その噴煙が大気圏上層に達することで世界的な異常気象を引き起こしていた。ロシアでは1601年から1603年にロシア大飢饉として知られる極端な凶作となり、夏でも夜の気温が氷点下に達し、作物を全滅させた。飢餓は広がり、やがて大飢饉となった。政府は金銭や食糧をモスクワの貧民に配給したが、結局それは難民の首都への流入を招き、経済的混乱を加速させることになった。 寡頭制の一角を率いていたロマノフ家は、これ以上大貴族に従うことは恥辱であると考えた。陰謀が横行し、地方は飢饉とペストによって荒廃していった。武装した無法者の大集団が国中で跋扈し、あらゆる残虐行為が行われた。前線に立つドン・コサック軍は休むことなく動員され、政府は秩序維持不能を露呈していた。
やがて、ゴドゥノフの擁立に反対した有力な貴族たちの影響下で、ゴドゥノフを皇位簒奪者として敵視する不満の声が上がり始めると、先帝の弟で本来の皇位継承者であり、既に死んだはずのドミトリーが、実は生きていて身を潜めている、という噂が広まるようになった。

## 偽ドミトリーのモスクワ占領

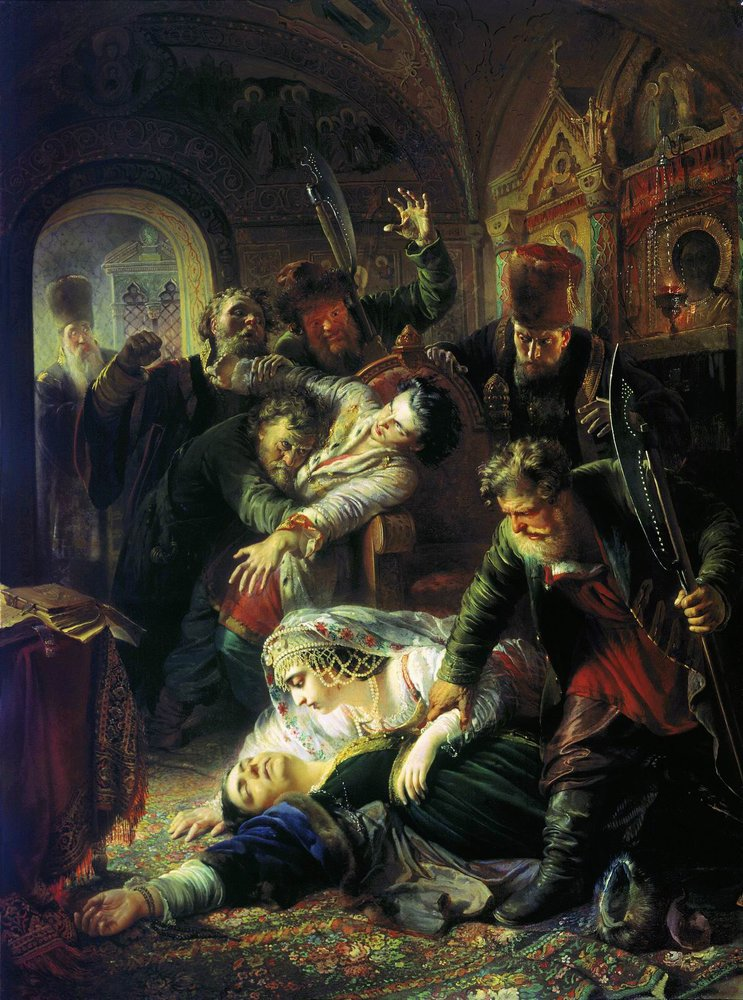
殺害されるフョードル2世と母マリヤ

1603年、偽ドミトリー1世、つまり一連のドミトリー僭称者の最初の人物が、自分こそがロシア皇帝位の正当な継承者であるとしてポーランド・リトアニア共和国に現れた。ドミトリーは、兄である先帝がまだ亡くなる前に刃物による不審死を遂げており、それはゴドゥノフの差し金による暗殺だと思われていた。
しかし、ドミトリーに成り済ました謎の人物が現れると、多くの人々が彼を皇帝位の正当な継承者と見なすようになった。偽ドミトリーは、ロシア国内でも、また、国外でも特にポーランドや教皇領では支持を集めた。ポーランド・リトアニア共和国の諸勢力は、彼をロシアへの影響力を拡大する道具とするか、少なくとも、彼を支持することで何らかの見返りを得ようとしていた。教皇は、東方正教会のロシアに対して、ローマ・カトリックの勢力を拡大する機会と考えていた。
同年、数ヶ月後、ポーランド勢は4000人という小兵力で国境を越えた。軍勢には、ポーランド人、リトアニア人、ロシア人亡命者、ドイツ人傭兵に加え、ドニエプル川やドン川流域のコサックが加わっていたが、これは、ポーランド・リトアニア共和国のロシアへの介入、一連の偽ドミトリーをめぐる戦乱のはじまりであった。この時点でポーランド・リトアニア共和国は、国王ジグムント3世が介入に反対していたこともあり、ロシアに正式な宣戦布告はしていなかったが、一部の有力貴族（マグナート）が偽ドミトリーを支持し、後々の見返りを期待して兵力や資金を提供していた。偽ドミトリーはポーランド貴族の女性マリナ・ムニシュフヴナと代理結婚式（花婿の代理人を立て、花婿不在のクラクフで挙式された）を行った。
1605年にボリス・ゴドゥノフが亡くなると、モスクワへの入城に成功した。ボリスの息子でツァーリとなっていたフョードル2世は、偽ドミトリーのモスクワ入城時に母とともに殺害された。一人残されたフョードル2世の姉クセニヤは、数ヶ月間偽ドミトリーに慰み物にされたあげく、その花嫁マリナ・ムニシュフヴナがモスクワ入りする直前、修道院に入れられた。

## ヴァシーリー4世の治世

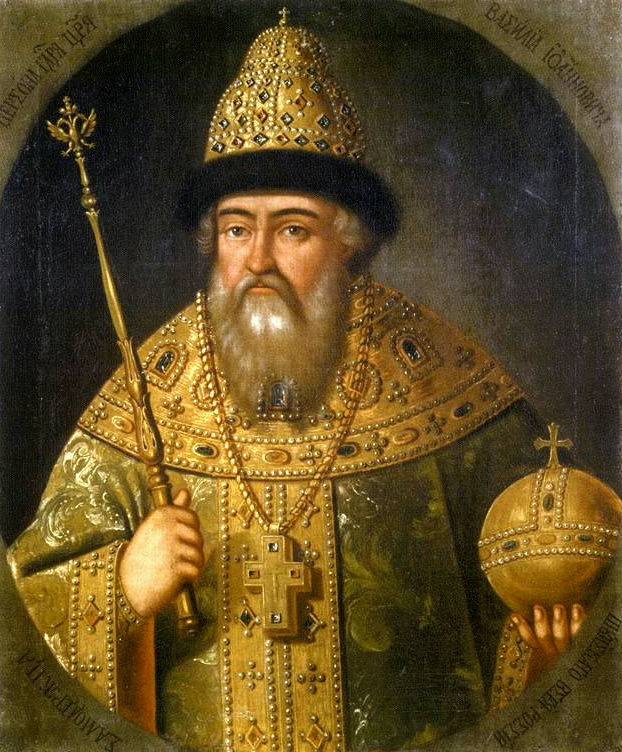
ヴァシーリー4世

偽ドミトリーの治世は短かった。1年も経たないうちに、リューリク朝の血を引く公（クニャージ）のひとりであった野心家のヴァシーリー・シュイスキーが陰謀を企てた。シュイスキーの手勢は、クレムリンでの結婚式の直後に偽ドミトリー1世を殺害し、その支持者も多数虐殺した。 シュイスキーとその手勢は、このときおよそ2000人のポーランド人を殺害したと考えられている。この虐殺に対する、ポーランドの反発は強かったが、政府は事件の責任者への報復を先延ばしにすることを決めた。
実権を掌握したシュイスキーはリューリクの男系子孫であることを理由に、自分の支持者を集めた議会で皇帝に選出され、ヴァシーリー4世となった。だが、この政変には、ロシアの大貴族、共和国のマグナート、コサック、ドイツ人傭兵のいずれもが不満をもった。
程なくして新たな僭称者である偽ドミトリー2世が現れ、イヴァン雷帝の息子にして正当な継承者は自分であると主張した。先行した偽ドミトリーと同じように、この僭称者もポーランド・リトアニア共和国のマグナートたちから保護と支持を得ていた。これに対抗してシュイスキーがスウェーデンと同盟を結び、ヤコブ・デ・ ラ・ガルディが率いるスウェーデン軍がロシア国内に介入した（デ・ラ・ガーディエ戦役）。ポーランド・リトアニア共和国国王ジグムント3世は、ロシアとスウェーデンの同盟関係を危機と見て、ロシアへの介入を決意し、ロシア・ポーランド戦争を始めた。
老齢のヴァシーリーを支えたのは若き甥のミハイル・スコピン＝シュイスキーである。ミハイルは有能な将軍であり、偽ピョートルやイヴァン・ボロトニコフによる反乱が起こった際にその鎮圧などで多大な軍功を挙げた。このため、老齢で無力なヴァシーリー4世に代わって後継者として国民に望まれたが、1610年5月に24歳で急死した。

## 2回目のモスクワ占領

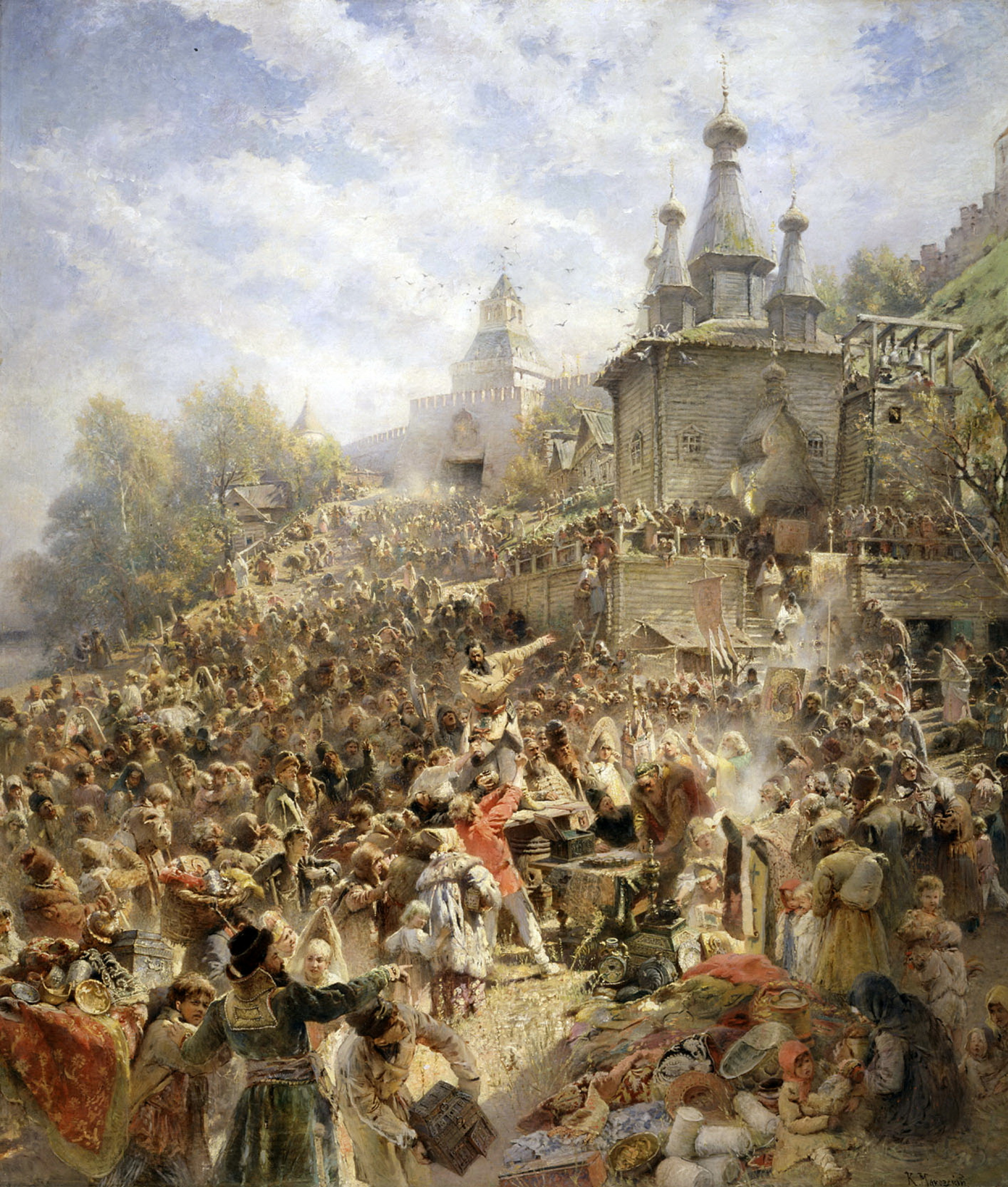
ニジニ・ノヴゴロドの人々に、ポーランド人に対する義勇軍の決起を訴えるミーニン（コンスタンチン・マコフスキー作、1896年）。

ポーランド・リトアニア軍は、ロシア国境を越え、スモレンスクを包囲し、20ヶ月に及ぶ攻城戦を展開した（Siege of Smolensk (1609–1611)）。ロシア=スウェーデン連合軍がクルシノの戦いに敗れると、同年7月にヴァシーリー4世は退位を余儀なくされた。
その後、偽ドミトリー2世が皇帝の位に就く前に、ポーランド軍の司令官で、ヴォイヴォダ（領主）、マグナートでもあったスタニスワフ・ジュウキェフスキは、国王ジグムント3世の長男ヴワディスワフのロシア皇帝擁立に動いた。モスクワの一部の人々は、ロシア正教会の地位の維持と、一定の特権の付与を条件に、この構想を支持した。そうした了解の上で、ポーランド軍はモスクワに入城し、クレムリンを占拠した。
ポーランド王はこの妥協策に反対し、自ら皇帝となりロシアをローマ・カトリックに改宗させようと決意する。これには反対も多く、王の計画はロシアにおける反カトリック主義と反ポーランド感情を引き起こした。バルト海沿岸のイングリア地方で、やがてスウェーデン・ポーランド戦争に展開する実質的戦争状態にあったスウェーデンも、ロシアに宣戦布告し（イングリア戦争）、新たな偽ドミトリーをイングリアのイヴァンゴロドで擁立した。スウェーデン王子であるカール・フィリップ（1611年に即位したスウェーデン王グスタフ・アドルフの弟）もノヴゴロド市民によってツァーリに擁立されたが、偽ドミトリーたちやポーランド王太子ヴワディスワフほどの対抗馬にはなれなかった。
ロシアは国家機能を喪失していた。皇帝は空位となり、大貴族は互いに対立していた。ロシア正教会の総主教ゲルモゲーンは投獄され、カトリックであるポーランド軍がクレムリンやスモレンスクを占領し、プロテスタントであるスウェーデン軍がノヴゴロドを占領していた。タタールの侵略が続いて、ロシアの南部境界地域は無人化し、荒廃しており、無数の無法者の群れが全土で跋扈していた。一連の戦争や反乱によって、何万人もの人が死んだ。1611年3月17日から19日にかけて、ポーランド軍とドイツ人傭兵はモスクワの反乱を名目に鎮圧し、 住民7000人を虐殺して町に火を放った。9月22日にはポーランド・リトアニア軍がヴォログダの住民と聖職者を皆殺しにした。
この他にも数多くの都市が破壊され、ロシアは更に弱体化をした。

## 独立への苦闘

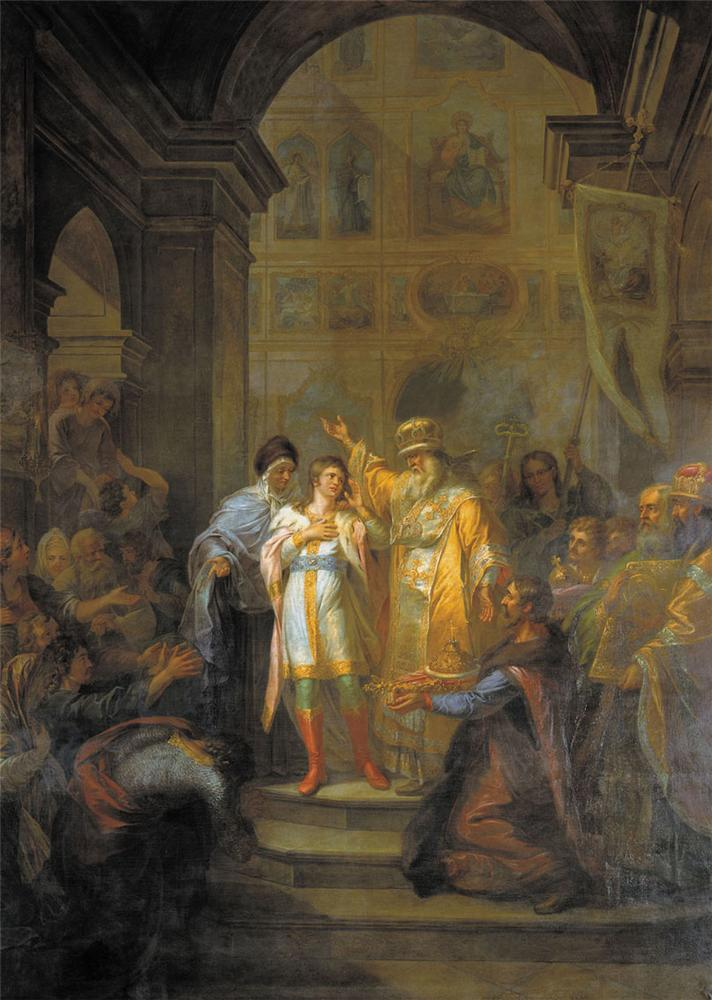
ミハイル・ロマノフの戴冠式（イパチェフ修道院）

ロシアの民衆は、ニジニ・ノヴゴロドの商人クジマ・ミーニンと、ドミトリー・ポジャルスキー公に率いられて立ち上がった。旧暦10月22日（新暦11月1日）のモスクワの戦いの後、侵略者側はクレムリンに撤退し、旧暦10月24日から27日（新暦11月3 - 6日)には、近くにいたポーランド軍も撤退を余儀なくされ、クレムリンに残った軍勢はポジャルスキーに降伏した。ロシアでは現在でも、11月4日を国民団結の日として祝日としている。
1613年2月11日（新暦2月11日）、ロマノフ家出身のロストフ府主教フィラレート（後のモスクワ総主教）の息子、ミハイル・ロマノフが、ゼムスキー・ソボル（全国会議）によって皇帝に選ばれた。彼は結婚を通してリューリク朝に連なっており、伝説によれば、勇敢な農夫イワン・スサーニンによって敵から救われた人物であった。権力を掌握した新しいツァーリは、偽ドミトリー2世の3歳の息子を縛り首にし、獄中のマリナ・ムニシュフヴナを窒息死させた。
スウェーデンとのイングリア戦争は、1617年のストルボヴァの和約まで続いた。ロシア・ポーランド戦争は、1619年のデウリノの和約まで断続的に続いた。こうした条約によって平和はもたらされたが、ロシアと接する両国に対し、ロシアは領土面の譲歩を強いられた。もっとも、その後の歴史の中で、ロシアはこの頃に失った領土のほとんどを回復した。最も重要だったのは、危機的な状況を通して、ロシア社会の諸階級がロマノフ朝のツァーリを中心に一致団結し、強力なロシア帝国の基礎を築いたということであった。

## 後世の文化への影響

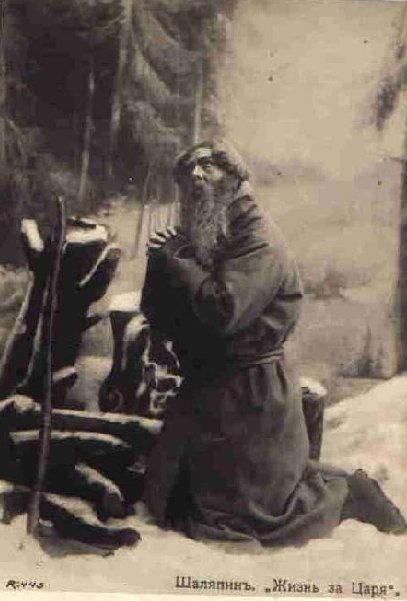
オペラ『イワン・スサーニン』で、主人公スサーニンを演じるフョードル・シャリアピン。

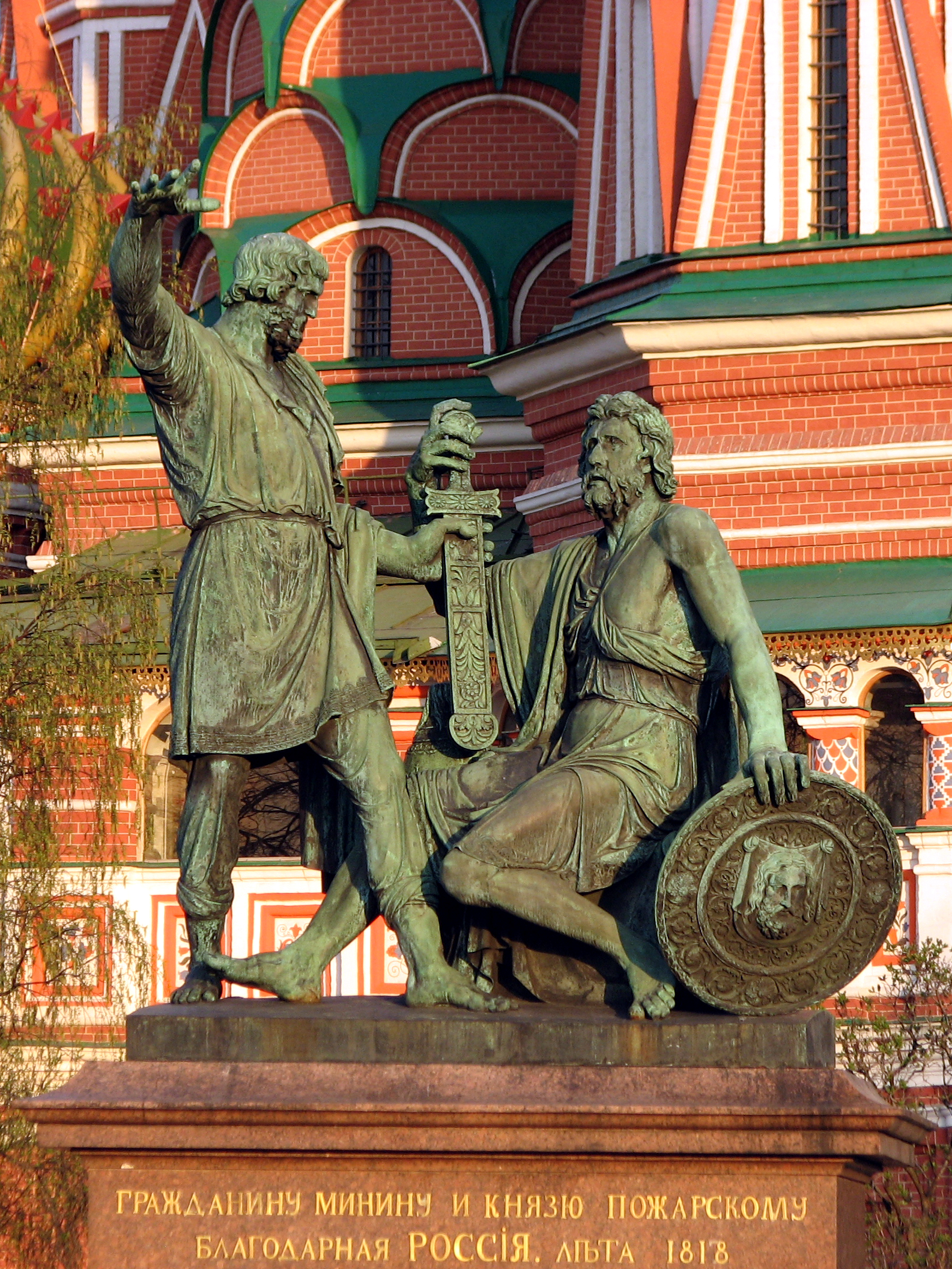
聖ヴァシーリー大聖堂前のミーニンとポジャルスキーの像 （1804 ‐ 16年）

動乱時代は、ロシアの国内外を問わず、数多くの後世の芸術家や劇作家たちにインスピレーションを与えた。最も人気がある3つの主題は、ポジャルスキーとミーニンによるモスクワの解放、ボリス・ゴドゥノフと偽ドミトリーの抗争、ミハイル・ロマノフをポーランド軍から助けるために自身を犠牲にしたとされる農夫イワン・スサーニンの物語である。
- ミハイル・グリンカ作曲のオペラ『皇帝に捧げた命（イワン・スサーニン）』
- アレクサンドル・プーシキン作の戯曲『ボリス・ゴドゥノフ（英語版）』 (Boris Godunov)
  - プーシキンの戯曲に基づくモデスト・ムソルグスキー作曲のオペラ『ボリス・ゴドゥノフ』
- モスクワの赤の広場にある、ミーニンとポジャルスキーの像（英語版）
- フセヴォロド・プドフキン監督の映画『ミーニンとポジャルスキー（英語版）』(1939年)
- ウラディーミル・コティネンコ（英語版）による歴史ファンタジー映画『1612（英語版）』(2007年)

ロシアでもポーランドでも、動乱時代の出来事に題材をとった絵画は無数に描かれている。
歴史書も多数書かれており、2001年、テキサスA&M大学のロシア史の専門家チェスター・ダニングは、700ページ近い『Russia's First Civil War: The Time of Troubles and the Founding of the Romanov Dynasty』を出版した。調査と執筆に12年が費やされたというこの大著は、Penn State University Pressから出版され、Book of the Month Clubが運営するHistory Book Clubで取り上げられた。ダニングは、近代ロシアの起点を1613年のロマノフ朝の創始に置くことを主張している。ダニングは、動乱時代のことを広く調査し、それがロマノフ朝の基礎となったことを論じている。